# Himertosoma antsirabicum
Himertosoma antsirabicum là một loài tò vò trong họ Ichneumonidae.